# Minas (Lavalleja)
Minas is een stad in Uruguay, gelegen in het departement Lavalleja waarvan het de hoofdstad is. Er wonen 37.149 mensen (census 2004). De naam verwijst naar de vele mijnen in de buurt van de plaats. De stad ligt in een dal ingesloten.
In 1960 werd de stad de zetel van een rooms-katholiek bisdom, maar in 2020 verhuisde de zetel van het bisdom naar Maldonado.

## Geboren
- Gabriel Cedrés (1970), voetballer
- Sebastián Abreu (1976), voetballer
- Leonardo Pais (1994), voetballer